# Ibukun Awosika
Ibukun Abiodun Awosika (sinh ra Bilkisu Abiodun Motunrayo Omobolanle Adekola vào ngày 24 tháng 12 năm 1962) là một nữ doanh nhân, tác giả và diễn giả truyền cảm hứng người Nigeria. Cô hiện là Chủ tịch của Ngân hàng First Bank của Nigeria.

## Đầu đời và giáo dục
Là con thứ ba trong một gia đình bảy người con ở Ibadan, thủ phủ bang Oyo, Ibukun hoàn thành  chương trình tiểu học và trung học tại Trường St. Pauls African Church Primary School, Lagos and Methodist Girls' High School, Yaba trước khi học đại học University of Ife (nay là Đại học Obafemi Awolowo), nơi cô tốt nghiệp bằng Cử nhân Hóa học. Cô có bằng tốt nghiệp sau đại học và chứng chỉ MBA sau khi hoàn thành một số chương trình kinh doanh tại Trường Kinh doanh Lagos và Trường Kinh doanh IESE.

## Sự nghiệp
Khi thực hiện nghĩa vụ một năm trong Quân đoàn Dịch vụ đoàn Thanh niên Quốc gia, Ibukun đã làm thực tập sinh kiểm toán tại Akintola Williams & Co. vì tình yêu của cô dành cho kiến trúc trước khi cô rời vai trò trò quản lý showroom  Alibert Nigeria Ltd. Trong hành trình theo đuổi sự tự lập, cô đã thành lập một công ty sản xuất đồ nội thất có tên Quebees Limited vào năm 1989 trước khi phát triển thành The Chair Centre Limited  và sau là SOKOA Chair Centre Limited sau khi hợp nhất liên doanh với SOKOA S.A và Ngân hàng Guaranty Trust Bank năm 2004.
Là thành viên của Sáng kiến lãnh đạo châu Phi và Mạng lưới lãnh đạo toàn cầu Aspen, Ibukun là thành viên của Nhóm Hội nghị Thượng đỉnh Kinh tế Nigeria, thành viên Hội đồng Quản trị của Quỹ tài sản có chủ quyền Nigeria và cựu Chủ tịch, Hội đồng Quản trị Phụ nữ trong Quản lý, Kinh doanh và Dịch vụ công cộng. Năm 2011, cô đồng sáng lập Trung tâm phát triển sau đại học Afterschool, một trung tâm nghề được thành lập để giải quyết tỷ lệ thất nghiệp cao ở Nigeria.
Vào ngày 7 tháng 9 năm 2015, Ibukun trở thành người phụ nữ đầu tiên được bổ nhiệm làm Chủ tịch First Bank của Nigeria sau khi Hoàng tử Ajibola Afonja từ chức.
Cô cũng góp mặt trong hội đồng quản trị của Digital Jewel Limited và Cadbury Nig Plc.

## Cuộc sống cá nhân
Ibukun Awosika kết hôn với Abiodun Awosika, người có ba đứa con. 